# Ranunculus tuberosus
Il ranuncolo dei boschi (Ranunculus tuberosus Lapeyr., 1813) è una pianta appartenente alla famiglia delle Ranunculaceae, comune nei boschi della penisola italiana.

## Etimologia
Il nome generico (Ranunculus), passando per il latino, deriva dal greco Batrachion, e significa “rana” (è Plinio scrittore e naturalista latino, che c'informa di questa etimologia) in quanto molte specie di questo genere prediligono le zone umide, ombrose e paludose, habitat naturale degli anfibi.

L'epiteto specifico (tuberosus) deriva dal latino e significa “a tubero” e fa riferimento all'apparato radicale.

Il binomio scientifico attualmente accettato (Ranunculus tuberosus) è stato proposto dal naturalista francese Philippe-Isidore Picot de Lapeyrouse (1744 – 1818) nella pubblicazione ”Hist. Pl. Pyrenées” nel 1813.

## Descrizione
È una pianta perenne, erbacea terrestre caratterizzata da alcune particolarità anatomiche e morfologiche come la possibilità di far germoliare le gemme ascellari. L'altezza media oscilla tra 30 e 80 cm (massimo 100 cm). È inoltre definita emicriptofite scapose (H scap), ossia è una pianta con gemme svernanti al livello del suolo e protette dalla lettiera o dalla neve. Questa pianta è priva di cellule oleifere.

### Radici
Le radici sono secondarie da rizoma a forma fascicolata.

### Fusto
- Parte ipogea: la parte sotterranea consiste in un breve rizoma.
- Parte epigea: i fusti di queste piante sono a portamento eretto. In alto sono ramosi e multi-flori. La superficie è più o meno pubescente. Nella metà inferiore i peli sono rivolti verso il basso (lunghezza dei peli: 1 – 1,5 mm).

### Foglie
- Foglie basali: le foglie basali sono picciolate ed hanno una forma pentagonale con margini profondamente incisi, quasi fino alla nervatura centrale, in 3 lobi o segmenti (foglia di tipo palmatosetta). I vari segmenti sono distanziati uno dall'altro e sono 1,5 volte più lunghi che larghi. Quello centrale a forma obovata è a sua volta diviso in tre lobi (l'incisione arriva a 1/3 del segmento). Lunghezza del picciolo 10 – 25 cm.
- Foglie cauline: le foglie superiori lungo il fusto sono disposte in modo alterno, senza stipole e sono progressivamente ridotte (anche i piccioli sono più brevi) con un numero minore di lobi; questi ultimi sono delle sottili lacinie. Quelle più vicine all'infiorescenza sono sessili.

### Infiorescenza
L'infiorescenza è composta da diversi fiori terminali disposti ampiamente e solitari (uno per ogni peduncolo); i peduncoli sono cilindrici, striati, eretti all'ascella delle foglie superiori.

### Fiore
I fiori sono ermafroditi, emiciclici, attinomorfi. I fiori sono di tipo molto arcaico anche se il perianzio(o anche più esattamente il perigonio) di questo fiore è derivato dal perianzio di tipo diploclamidato (tipico dei fiori più evoluti), formato cioè da due verticilli ben distinti e specifici: sepali e petali. Il ricettacolo (supporto per il perianzio) è pubescente. Diametro dei fiori 20 – 30 mm.
- Formula fiorale: per queste piante viene indicata la seguente formula fiorale:

* K 5, C 5, A molti, G 1-molti  (supero), achenio
- Calice: il calice è formato da 5 sepali patenti, subglabri, a disposizione embricata. In realtà i sepali sono dei tepali sepaloidi[8]. Dimensione dei sepali: lunghezza 6 mm.
- Corolla: la corolla è composta da 5 petali di colore giallo; la forma è “cuoriforme” o obovata; alla base dal lato interno è presente una fossetta nettarifera (= petali nettariferi di derivazione staminale). In effetti anche i petali della corolla non sono dei veri e propri petali: potrebbero essere definiti come elementi del perianzio a funzione vessillifera[9]. Dimensione dei petali: larghezza 7 – 8 mm; lunghezza 10 – 12 mm.
- Androceo: gli stami, inseriti a spirale nella parte bassa sotto l'ovario, sono in numero indefinito e comunque più brevi dei sepali e dei petali; la parte apicale del filamento è lievemente dilatata sulla quale sono sistemate le antere bi-logge, di colore giallo a deiscenza laterale. Al momento dell'apertura del fiore le antere sono ripiegate verso l'interno, ma subito dopo, tramite una torsione, le antere si proiettano verso l'esterno per scaricare così il polline lontano dal proprio gineceo evitando così l'autoimpollinazione. Il polline è tricolpato (caratteristica tipica delle Dicotiledoni).
- Gineceo: l'ovario è formato da diversi carpelli liberi uniovulari; sono inseriti a spirale sul ricettacolo; gli ovuli sono eretti e ascendenti. I pistilli sono apocarpici (derivati appunto dai carpelli liberi).
- Fioritura: da maggio a agosto.

### Frutti
I frutti (un poliachenio) sono degli acheni lisci e glabri a forma ovata o subsferica; sono molto numerosi, appiattiti, compressi con una costolatura marginale e con un rostro o becco apicale molto breve; il rostro è uncinato e ricurvo (l'uncino è ripiegato quasi a 360°). Ogni achenio contiene un solo seme. Insieme formano una testa sferica posta all'apice del peduncolo fiorale. Dimensione dei singoli acheni: larghezza 2,5 – 3 mm.

## Riproduzione
La riproduzione di questa pianta avviene per via sessuata grazie all'impollinazione degli insetti pronubi (soprattutto api ma anche altri insetti) in quanto è una pianta provvista di nettare (impollinazione entomogama).

## Distribuzione e habitat

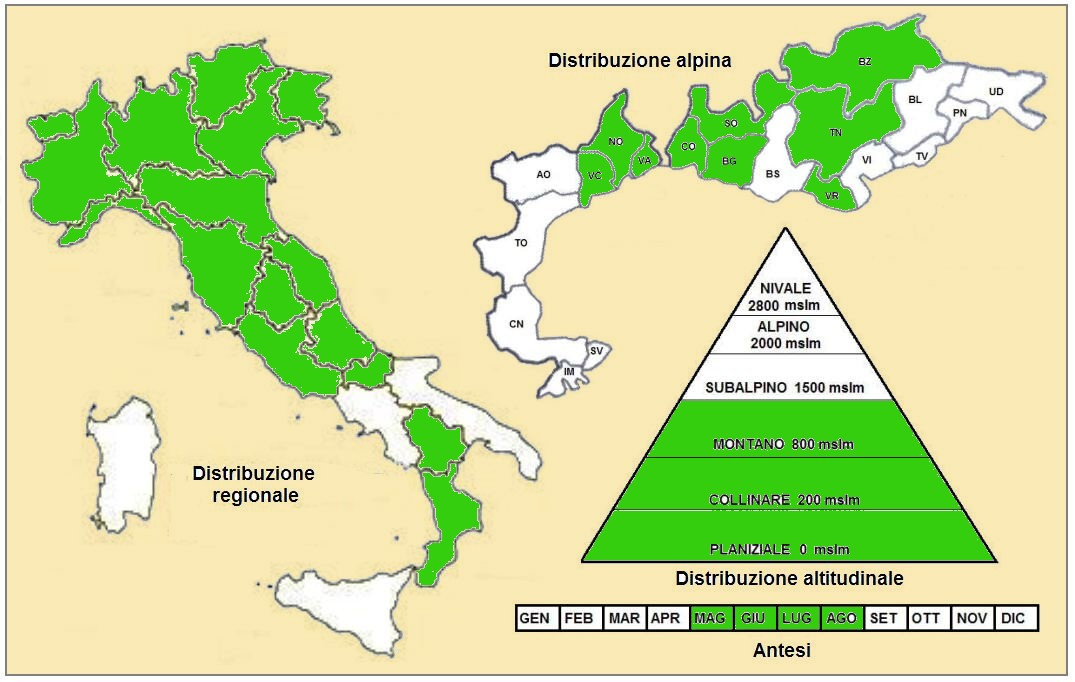
Distribuzione della pianta

- Geoelemento: il tipo corologico (area di origine) è Sud – Europeo o anche Sud - Siberiano.
- Distribuzione: questo ranuncolo è comune in tutta la penisola italiana continentale (più raro al sud). Nelle Alpi è presente nelle seguenti province: VC, NO, VA, CO, BG SO, VR, TN, BZ. Al di là del confine alpino (sempre sui rilievi alpini) è presente in Francia, Svizzera, Austria e Slovenia. Sugli altri rilievi europei si trova nei seguenti areali: Foresta Nera, Massiccio del Giura, Massiccio Centrale, Pirenei, Alpi Dinariche, Monti Balcani e Carpazi.
- Habitat: l'habitat tipico per questa pianta sono i boschi (peccete, lariceti, abetine, pioppeti, ontaneti, frassineti e faggete) e le radure boschive; ma anche prati e pascoli mesofili e igrofili. Il substrato preferito è sia calcareo che siliceo con pH neutro, bassi valori nutrizionali del terreno che deve essere mediamente umido.
- Distribuzione altitudinale: sui rilievi queste piante si possono trovare fino a 2000 m s.l.m.; frequentano quindi i seguenti piani vegetazionali: collinare, montano e subalpino.

### Fitosociologia
Dal punto di vista fitosociologico la specie di questa voce appartiene alla seguente comunità vegetale:
Formazione: delle comunità delle macro- e megaforbie terrestri
Classe: Molinio Arrhenatheretea

## Tassonomia
Il genere Ranunculus è un gruppo molto numeroso di piante comprendente oltre 400 specie originarie delle zone temperate e fredde del globo, delle quali quasi un centinaio appartengono alla flora spontanea italiana. La famiglia delle Ranunculaceae invece comprende oltre 2500 specie distribuite su 58 generi. 

Le specie spontanee della nostra flora sono suddivise in tre sezioni (suddivisione a carattere pratico in uso presso gli orticoltori organizzata in base al colore della corolla): Xanthoranunculus – Batrachium – Leucoranunculus. La specie Ranunculus nemorosus appartiene alla prima sezione (Xanthoranunculus) caratterizzata dall'avere la corolla gialla. Un'altra suddivisione, che prende in considerazione caratteristiche morfologiche ed anatomiche più consistenti, è quella che divide il genere in due sottogeneri (o subgeneri), assegnando il Ranunculus nemorosus al subgenere Ranunculus, caratterizzato da piante con fusti eretti (e quindi forniti di tessuti di sostegno), peduncoli dell'infiorescenza eretti alla fruttificazione, lamina fogliare ben sviluppata e petali gialli (o bianchi).

Il numero cromosomico di R. nemorosus è: 2n = 16

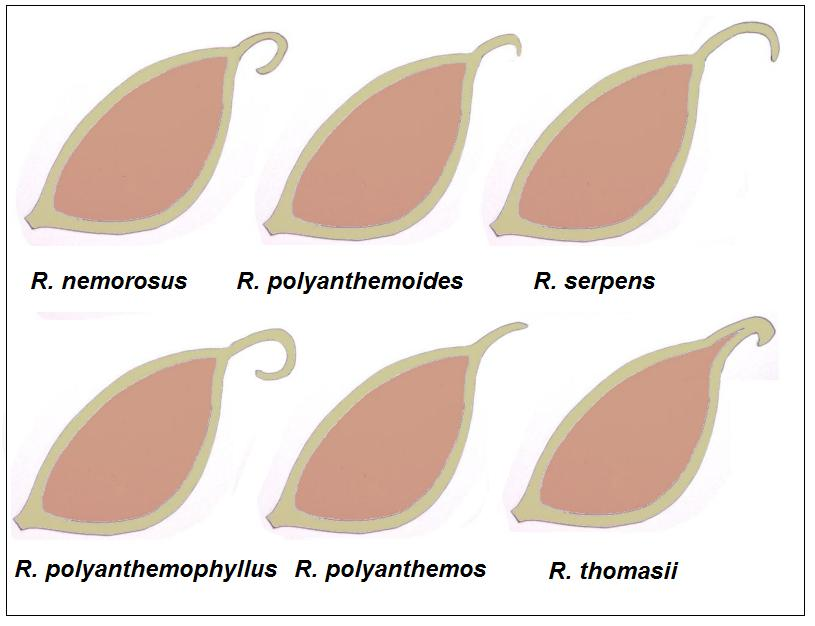
Becco dell'achenio (Gruppo R.nemorosus)

Ranuculus nemorosus è a capo del "Gruppo di R. nemorosus''. Gruppo caratterizzato da fusti ramosi e pubescenti, foglie basali a contorno triangolare o poligonale, fiori con peduncoli striati, sepali patenti e petali gialli su ricettacolo pubescente. I caratteri distintivi delle specie formanti questo gruppo sono ancora da definire a fondo e non tutti gli Autori riconoscono l'esistenza di questo gruppo o sono concordi sulle delimitazioni. Qui di seguito sono elencate le 6 specie appartenenti a questo gruppo:
- Sottogruppo A: le foglie basali sono composte da 3 segmenti; il segmento centrale ha una forma obovata diviso a sua volta in tre lobi divisi fino ad 1/3 della lunghezza del segmento;

- Ranunculus nemorosus DC. (1818) - Ranuncolo dei boschi: il fusto ha un portamento eretto ed è alto fino a 100 cm; il becco degli acheni è ripiegato a uncino e forma quasi un giro completo in modo stretto; è presente su tutto il territorio italiano.
- Ranunculus polyanthemoides Boreau. (1857) - Ranuncolo falso poliantemo: il fusto ha un portamento eretto ed è alto fino a 80 cm; il becco degli acheni è ripiegato a uncino e forma ½ o 1/3 di giro completo; si trova in Abruzzo e Lazio.
- Ranunculus serpens Schrank (1789) - Ranuncolo serpente: il fusto è prostrato ed è lungo (per la maggior parte sul suolo) 20 cm; il becco degli acheni è ripiegato a uncino e forma ½ giro completo ma aperto; si trova solo al nord sui rilievi montani.

- Sottogruppo B: le foglie basali sono composte quasi sempre da 5 segmenti; il segmento centrale è formato a sua volta da lacinie divise fino ½ (o anche 4/5) della lunghezza del segmento;

- Ranunculus thomasii Ten. - Ranuncolo di Thomas: il fusto è alto fino a 30 cm; i sepali sono lunghi 8 – 9 mm;  il becco degli acheni è ripiegato a uncino grossolano e non raggiunge il mezzo giro; si trova al sud dell'Italia.
- Ranunculus polyanthemophyllus Koch & Hess (1955) - Ranuncolo con foglie di poliantemo: la lunghezza del fusto raggiunge 1 metro; i sepali sono lunghi 6 mm; il becco degli acheni è ripiegato a uncino e forma quasi un giro completo in modo largo; è presente nelle Alpi occidentali.
- Ranunculus polyanthemos L. (1753) - Ranuncolo a fiori numerosi: la lunghezza del fusto raggiunge 1 metro; i sepali sono lunghi 6 mm; il becco degli acheni è quasi diritto; è presente nelle Alpi orientali (sul confine con la Slovenia).

A queste specie si deve aggiungere il Ranunculus breyninus Crantz. subsp. sardous Schmid rinvenuto in Sardegna. È simile al Ranunculus nemorosus ma più basso (massimo 10 cm) con pelosità appressata, striature del fusto poco profonde e becco dell'achenio poco lungo.

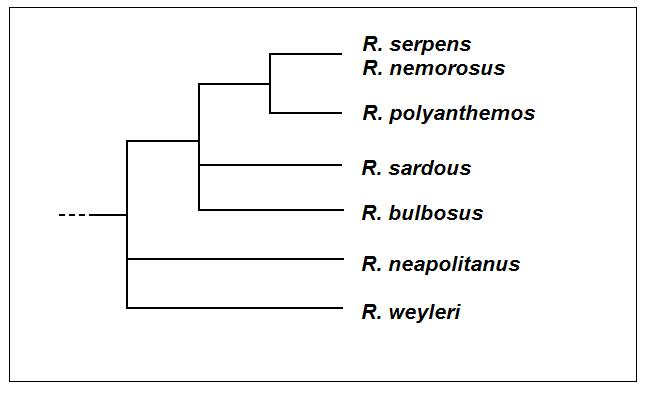
Cladogramma

Una ricerca filogenetica è stata fatta sul genere Ranunculus in base all'analisi cladistica del DNA. Da questo studio è stato estratto il cladogramma a lato che mette in relazione parentale il Ranunculus nemorosus con alcuni altri ranuncoli. Viene confermato (almeno per le specie prese in esame) il “Gruppo di R. nemorosus'' che viene a trovarsi vicino (da un punto di vista filogenetico) ad altre specie come il Ranunculus weyleri Mares (1865) una specie endemica delle Isole Baleari.

### Variabilità
Nell'elenco che segue sono indicate alcune sottospecie e varietà (l'elenco può non essere completo e alcuni nominativi sono considerati da altri autori dei sinonimi della specie principale o anche di altre specie):

Sottospecie:
- R. nemorosus subsp. amansii (Boreau) O. Debeaux (1898)
- R. nemorosus subsp. ambiguus (Jordan) P. Fourn. (1928)
- R. nemorosus subsp. aureus (Schleicher) P. Fourn. (1928)
- R. nemorosus subsp. delacourii (Rouy & Foucaud) P. Fourn. (1928)
- R. nemorosus subsp. lecoqii (Boreau) P. Fourn. (1928)
- R. nemorosus subsp. mixtus (Jord.) Tzvelev (2000)
- R. nemorosus subsp. polyanthemophyllus (W.Koch & H.E.Hess) Tutin (1964)
- R. nemorosus subsp. polyanthemoides (Boreau) Coste (1906)
- R. nemorosus subsp. questieri (Billot) Bonnier (1912)
- R. nemorosus subsp. radicescens (Jordan) P. Fourn. (1928)
- R. nemorosus subsp. serpens (Schrank) Tutin (1964)
- R. nemorosus subsp. timbalii Rouy & Foucaud in Rouy (1893)

Varietà:
- R. nemorosus var. intermedius Rouy & Foucaud in Rouy (1893)
- R. nemorosus var. multiflorus DC. (1817)
- R. nemorosus var. pauciflorus DC. (1817)

### Sinonimi
Questa entità ha avuto nel tempo diverse nomenclature. L'elenco che segue indica alcuni tra i sinonimi più frequenti:
- Ranunculus aureus Schleich.
- Ranunculus breyninus Auct. non Crantz.
- Ranunculus polyanthemophyllus Koch et Hess
- Ranunculus serpens Schrank
- Ranunculus nemorosus DC. (1818)

### Specie simili
Questa pianta può essere confusa con diversi altri ranuncoli (oltre naturalmente con le specie appartenenti al gruppo R. nemorosus) alcuni dei quali sono indicati nel seguente elenco:
- Ranunculus acris L. - Ranuncolo comune: in genere sono piante più glabre e le foglie basali sono divise 3-7 segmenti.
- Ranunculus bulbosus L. - Ranuncolo bulboso: il fusto è ingrossato alla base ed è irsuto; anche le foglie radicali sono pelose; i peduncoli fiorali sono solcati; il ricettacolo è peloso.
- Ranunculus repens L. - Ranuncolo strisciante: i fusti hanno un portamento strisciante; i segmenti delle foglie basali sono più divaricati.
- Ranunculus velutinus Ten. - Ranuncolo vellutato: i peli sono deflessi (non patenti); le foglie hanno mediamente un picciolo più corto; anche i fiori sono più piccoli.

## Usi

### Farmacia
Queste piante contengono l'anemonina; una sostanza particolarmente tossica per animali e uomini. Infatti gli erbivori brucano le foglie di queste piante con molta difficoltà e solamente dopo una buona essiccazione (erba affienata) che fa evaporare le sostanze più pericolose. Anche le api evitano di bottinare il nettare dei “ranuncoli”. Sulla pelle umana queste piante possono creare delle vesciche (dermatite); mentre sulla bocca possono provocare intenso dolore e bruciore alle mucose.